# زولرتین
زولرتین (انگلیسی: Zolertine) یک آنتاگونیست گیرنده آدرنرژیک آلفا-۱ است.